# 最恐!怪談夜話
『最恐!怪談夜話』（さいきょう かいだんやわ）は、NHK BS-2にて2009年と2010年の2回、8月に放送されたトークバラエティ番組シリーズである。

## 番組内容
語り部とされる出演者が怪談を次々と語っていく番組。再現ドラマや心霊スポット巡り、心霊写真特集、除霊といった心霊番組の定番な演出は一切なく、百物語的な形式で怪談を話芸として語る事に重きを置く。
語られる怪談は、民話や落語と言った古典的な怪談ではなく、自らの体験や他人の体験談といった現代に起こった怪談を紹介。

### 最恐!怪談夜話
放送日時：2009年8月22日（土）23:00 - 24:30 「BSホラーナイトスペシャル」枠内で放送

### 最恐!怪談夜話2010
放送日時：2010年8月7日（土） 23:00 - 25:00

## 出演者

### 司会
- 佐野史郎
- 荒俣宏
- 中川緑（NHKアナウンサー）

### 語り部
最恐!怪談夜話
- つまみ枝豆（タレント）
- 中澤裕子（歌手・タレント）
- 安曇潤平（作家）
- 加門七海（作家）
- 中山市朗（作家）
- 東雅夫（文芸評論家）

最恐!怪談夜話2010
- 渡辺徹（俳優・タレント）
- 上原美優（タレント）
- 安曇潤平（作家）
- 伊藤三巳華（漫画家）
- 中山市朗（作家）
- 東雅夫（文芸評論家）

## 語り部の語った怪談

### 最恐!怪談夜話
- つまみ枝豆

宿怪談「鳥居にある宿」、心霊スポット怪談「トンネルにいる男」、鏡怪談「トイレの男」
- 中澤裕子

「レストランの女」、学校怪談「白い影」、家怪談「メンバー現る!?」
- 安曇潤平

山怪談「ゾンデ」、写真怪談「アタックザック」
- 加門七海

山怪談「もうひとりのわたし」、神社怪談「9人の氏子と神主」
- 中山市朗

宿怪談「隣の相方」、学校怪談「9号館」、オフィス怪談「もうひとり」

### 最恐!怪談夜話2010
- 渡辺徹

電話怪談「女の声」・「着信アリ」、妖怪怪談「自宅に現れたもののけ」・「小さい侍」、トンネル怪談「投稿ビデオ」、家怪談「家に現れるモノ」、学校怪談「肝試し」
- 上原美優

子供怪談「もうひとりの子供」、妖怪怪談「小さいおじさん」
- 安曇潤平

山怪談「顔なし地蔵」、トンネル怪談「遭難碑」、音怪談「真夜中の訪問者」
- 伊藤三巳華

海怪談「静かな砂浜」、トンネル怪談「私だけ見えたモノ」、心霊スポット怪談「迫るモノ」
- 中山市朗

電話怪談「着信音」、妖怪怪談「もののけの影」・「ニッカポッカ」・「小さいおじさん その2」、家怪談「約束」・声怪談「15日に行きます」

## スタッフ
- 構成：村田秀勝
- 技術：杉尾典親（2009）、大塚良市（2010）
- 撮影：松本英明
- 照明：千葉聡文（2009）、荒井勝成（2010）
- 音声：池上行大（2009）、中村正巳（2010）
- 映像技術：生水徹
- 美術：小泉章一
- 演出：山本浩史
- プロデューサー：三門綾子
- 制作統括：小林誠治、石原静雄
- 制作：NHKエンタープライズ
- 制作協力：東阪企画
- 製作著作：NHK